# Stephen Trigg
Stephen Trigg (* 1744; † 19. August 1782) war ein amerikanischer Pionier und Soldat des Bundesstaates Virginia. Oberst Stephen Trigg wurde zehn Monate nach der Schlacht von Yorktown in einer der letzten Schlachten des Amerikanischen Unabhängigkeitskriegs getötet. Er führte die Miliz von Lincoln County im heutigen Kentucky, damals noch Virginia, in der Schlacht von Blue Licks an.
Stephen Trigg, der Sohn von William und Mary Trigg, arbeitete in den Anfangsjahren der Grenzbezirke in Südwest-Virginia und den Gebieten, welche später Kentucky bilden sollten, als Beamter und Offizier der Miliz. Er war zu dieser Zeit einer der wohlhabendsten Männer im Grenzland. Er war Abgeordneter der ersten Virginia-Kongresse und Mitglied des Fincastle-Sicherheitsausschusses, der die Fincastle-Beschlüsse als Vorreiter zur Amerikanischen Unabhängigkeitserklärung entwarf. Er wurde auch ins Abgeordnetenhaus von Virginia gewählt.
Stephen Trigg wurde 1779 der Landesgerichtskommission von Virginia mit Siedlungsansprüchen an der Grenze zu Kentucky zugewiesen. Nach der Erfüllung seiner Pflichten am Gericht siedelte er sich in Kentucky an und arbeitete als Beamter weiter. Als 1782 Stämme Amerikanischer Ureinwohner gemeinsam mit britischen Streitkräften Bryans Station in Kentucky angriffen, vereinigten sich diverse Milizen Kentuckys, um Vergeltung an den Angreifern zu üben. Ein Flügel wurde von Stephen Trigg befohlen, ein anderer von Daniel Boone. Dies stellte sich als Hinterhalt heraus, und Stephen Trigg wurde wie viele andere Männer, einschließlich Boones Sohn, getötet. Nach der Schlacht wurde seine Leiche gevierteilt aufgefunden. Im Andenken an seine Rolle bei der Entstehung von Kentucky wurde Trigg County nach ihm benannt.

## Frühe Jahre und Familienleben
Stephen Trigg war der Sohn von William und Mary Trigg, deren Familie im Grenzland von Virginia bekannt war. Sein Vater war Richter am Kanzleigericht und dem Gerichtshof von Bedford County. Seine vier Brüder William, John, Abram und Daniel diente auch als Soldaten im Unabhängigkeitskrieg. John und Abrams vertraten Virginia später im Repräsentantenhaus der Vereinigten Staaten. Stephen Trigg heiratete Mary Christian, die Tochter des virginischen Pioniers Israel Christian. In den frühen Jahren seines Lebens lebte er im Südwesten von Virginia, wo er in Botetourt County ein Gasthaus besaß.
Stephen und Mary Trigg hatten drei Söhne und zwei Töchter. Ihre Tochter, ebenfalls Mary, heiratete den General David Logan, welche ihren Sohn Stephen Trigg Logan nannten. Dieser diente in der Illinoischen Generalversammlung und war Partner von Abraham Lincoln in dessen Rechtskanzlei in Springfield (Illinois).